# Julia King (Architektin)
Julia King ist Architektin und Urban Researcher mit britisch-venezolanischen Wurzeln. Sie arbeitet seit 2010 an einem dezentralen Sanitär- und Kanalisationsprojekt in Indien im Raum Savda Gherva und wurde im Zuge dieses Projekts 2014 zur Emerging Woman Architect of the Year gekürt.

## Leben
Im Teenager-Alter lebte King für drei Jahre in Indien. Zurück in Großbritannien, ging sie in den Jahren 1999 bis 2001 auf das United World College of the Atlantic und absolvierte ihr International Baccalaureate. 2001 bis 2007 studierte sie an der Architectural Association in London und promovierte zwischen 2010 und 2013 an der London Metropolitan University in Architektur. Im Zuge ihrer Promotion erhielt sie ein Stipendium der Institution für Architecture for Rapid Change and Scarce Resources, um im praktischen Umgang am Kanalisations- und Sanitärprojekt (Potty Project) in Indien ihren Ph.D. zu machen. Zurzeit arbeitet sie an der Eröffnung zweier Büros in London und Neu-Delhi.

## The Potty Project
The Potty Project ist ein Sanitär- und Kanalisationsprojekt im Raum Savda Gherva in Indien, das versucht, unhygienische Zustände in den Slums von Indien zu reduzieren. 2010 studierte King im Zuge ihrer Promotion die Slums in Indien und entwickelte Möglichkeiten, in ihnen ein dezentrales Entwässerungssystem einzurichten. Das Projekt umfasst einen Filterraum, um Abfälle zu filtern, einen Abwasserfaulraum für erste Behandlungen, ein Belebtschlammbecken für die zweiten Behandlungen, ein reed bed system für den dritten Prozess und einen unterirdischen, artifiziellen Sumpf zur Lagerung und sicheren Abführung des aufbereiteten Wassers in den Fluss. 50.000 Liter „Graues Wasser“ verarbeitet und bereitet die Anlage auf. Finanziert wird das Projekt von NGO CURE (Center for Urban and Regional Excellence).

## Auszeichnungen
- 2007: RIBA ICE McAslan Bursary for One Year House[2]
- 2008: RIBA ICE McAslan Bursary for Zero Carbon furniture Range[3]
- 2011: Holcim Awards Next Generation 3rd prize Asia Pacific[4]
- 2010: Stipendium zur Promotion in Praxis der Institution für Architecture for Rapid Change and Scarce Resources
- 2013: Nomination für den World Design Impact Prize
- 2014: Emerging Woman Architect of the Year im Rahmen der Women in Architecture Awards[1]
- 2014: SEED Award für Excellence in Public Interest Design